# Seenlandmarathon
Der Seenlandmarathon ist ein Landschaftslauf im mittelfränkischen Landkreis Weißenburg-Gunzenhausen (Bayern).

## Organisation
Ein Marathon am Brombachsee wurde erstmals 2003 als „Brombachsee-Marathon“ ausgetragen und fand jährlich im September statt.
Als weitere Wettbewerbe wurden ein Halbmarathon, ein Walking-Wettbewerb, ein Skike-Lauf und Schülerläufe angeboten.
Der Brombachsee-Marathon startete am Großen Brombachsee und endete in Pleinfeld. Dabei wurden Großer Brombachsee, Igelsbachsee und Kleiner Brombachsee umrundet. 2010 fiel die Veranstaltung aus.

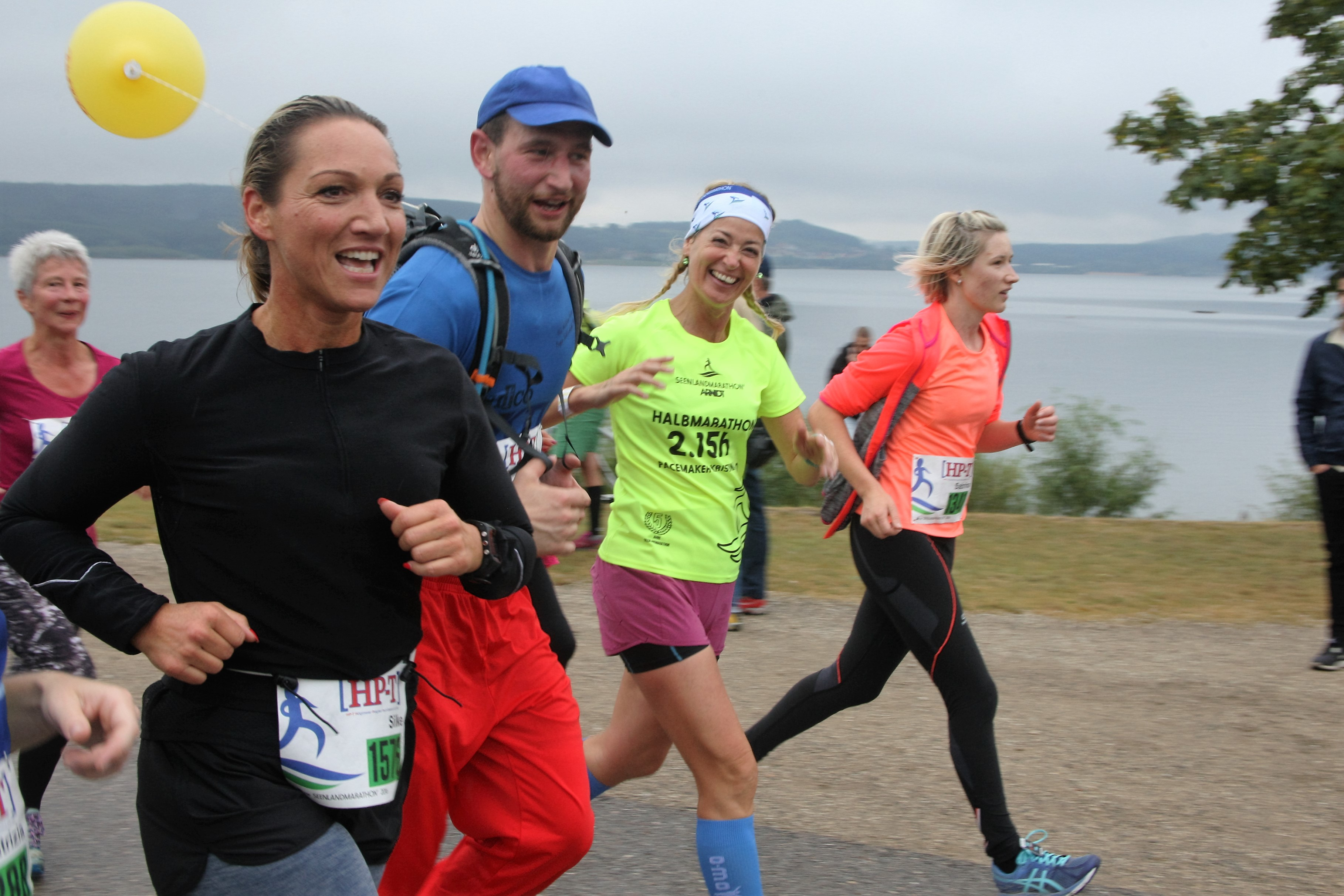
Die Strecke führt auf dem Uferweg um den Großen Brombachsee

2011 wurde die Nachfolgeveranstaltung unter dem Namen Seenlandmarathon erstmals vom Verein OAI (Outdoor and Offroad Association International) organisiert. Die Marathonstrecke führt zwei Runden um den Großen Brombachsee, die Halbmarathonstrecke eine Runde. Daneben werden (Nordic) Walking über die Halbmarathon-Distanz, ein Hobbylauf, Marathon-Staffeln sowie Nachwuchswettbewerbe angeboten. Start und Ziel befinden sich zentral am Volksfestplatz in Pleinfeld, wo auch ein vielfältiges Rahmenprogramm mit Messe, Bewirtung und Bühnenshows stattfindet.
Zuletzt waren etwa 2.500 Athleten am Start. Der Marathon musste aufgrund der COVID-19-Pandemie in Deutschland 2020 und 2021 ausfallen.

## Auszeichnungen
- „Marathon des Jahres“ in Mittelfranken[3][4] 2014, 2015, 2016, 2018

## Statistik

### Streckenrekorde
- Männer: 2:28:44,  Asfaw Birhanu Mekonnen, 2013
- Frauen: 2:59:33,  Senbete Gelane, 2013

### Ergebnisse

#### Marathon
| Datum | Männer                  | Zeit (h) | Frauen           | Zeit (h) |
| ----- | ----------------------- | -------- | ---------------- | -------- |
| 2018  | Andreas Straßner        | 2:31:49  | Carolin Schmidt  | 3:12:22  |
| 2017  | Kay-Uwe Müller          | 2:34:25  | Nicole Fischer   | 3:20:02  |
| 2016  | Giovani Gonzalez Popoca | 2:40:24  | Manuela Schober  | 3:18:44  |
| 2015  | Kai Reißinger           | 2:35:32  | Sonja Huber      | 3:28:13  |
| 2014  | Andreas Straßner        | 2:34:20  | Simone Hüttl     | 3:21:55  |
| 2013  | Asfaw Birhanu Mekonnen  | 2:28:44  | Senbete Gelane   | 2:59:33  |
| 2012  | Kai-Uwe Müller          | 2:36:25  | Regina Blatz -2- | 3:19:13  |
| 2011  | Marco Diehl             | 2:35:40  | Regina Blatz     | 3:15:02  |

#### Halbmarathon
| Datum | Männer               | Zeit (h) | Frauen           | Zeit (h) |
| ----- | -------------------- | -------- | ---------------- | -------- |
| 2018  | Sven Ehrhardt        | 1:13:10  | Theresa Wild     | 1:28:08  |
| 2017  | Sven Ehrhardt        | 1:12:24  | Kristina Sendel  | 1:26:39  |
| 2016  | Andreas Doppelhammer | 1:16:11  | Hana Megersa Abo | 1:22:30  |
| 2015  | Thomas Link          | 1:13:44  | Andrea Lutz -2-  | 1:26:43  |
| 2014  | Dominik Mages        | 1:12:58  | Andrea Lutz      | 1:25:06  |
| 2013  | Joseph Katib         | 1:09:15  | Ina Köhler       | 1:23:21  |
| 2012  | Christian Strauch    | 1:09:19  | Theresa Wild     | 1:28:42  |
| 2011  | Andreas Straßner     | 1:12:50  | Silke Bittel     | 1:27:34  |